# Cyperndvärguv
Cyperndvärguv (Otus cyprius) är en nyligen urskild fågelart i familjen ugglor, endemisk för Cypern.

## Utseende och läte
Cyperndvärguven är utseendemässigt nästan identisk med dvärguven, det vill säga mycket liten (19-21 centimeter) med små örontofsar, rätt enfärgat brun med ljusa skulderband och ett fint mönster av mörka streck och tvärvattringar. I flykten syns proportionellt långa och smala vingar.
Cyperndvärguven är dock tydligt mörkare med större vita fläckar på nacken och manteln samt bredare svarta streck och grövre vattring på undersidan. Den saknar också dvärguvens mer rödbruna variant.

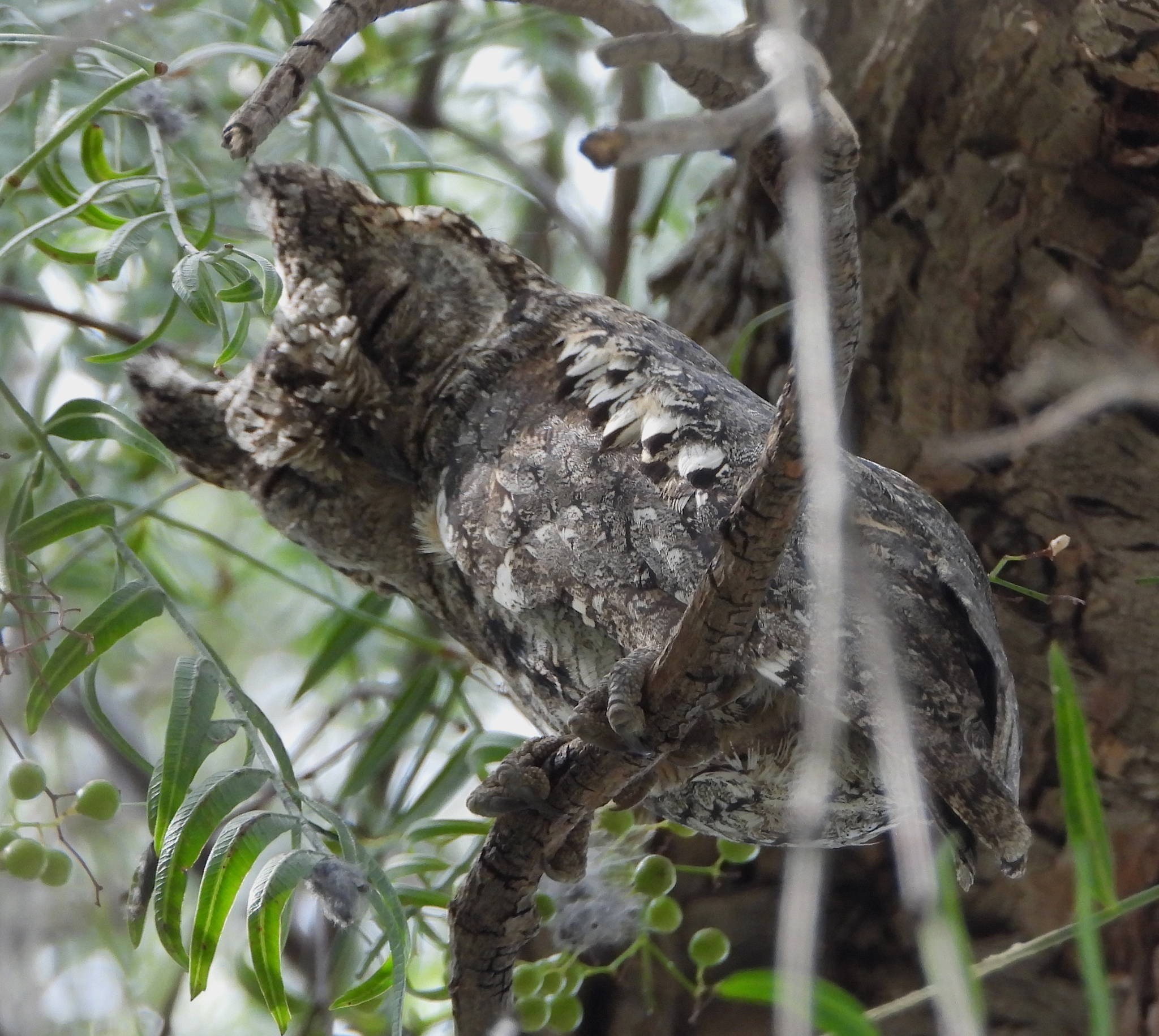

Lätesmässigt är skillnaderna större, där cyperndvärguven yttrar två toner jämfört med dvärguvens en enda. Den första tonen är högre, längre och mer högfrekvent än den andra.

## Utbredning och systematik
Fågeln förekommer som namnet avslöjar enbart på Cypern, där den är stationär. Tidigare betraktades den som en underart till dvärguv, men urskiljs numera vanligen som egen art.
Studier visar på visserligen små men tydliga dräktsmässiga och genetiska skillnader samt tydligare skillnader i läten. Studiens författare rekommenderar artstatus för cyperndvärguven, förutom skillnaderna också på grund av att cyperndvärguven uppenbarligen etablerat reproduktiva barriärer gentemot dvärguvens taxon cycladum som förekommer i omgivande områden och dessutom passerar ön under flyttningen.

## Ekologi
Cyperndvärguven häckar flera veckor tidigare på året än dvärguven i närliggande Turkiet, med äggläggning i april och maj och ungar från slutet av april till juli. Den är vanlig i städer, byar, och öppna tallskogar med arten Pinus brutia upp till 1.900 meter över havet. Den förekommer i liknande miljöer som dvärguven men i större utsträckning i just tallskogar.

## Status och hot
Internationella naturvårdsunionen IUCN behandlar den fortfarande inte som egen art, varför dess hotstatus inte har bedömts. Studier visar dock att cyperndvärguven har tätare förekomst än vad dvärguven har i sitt utbredningsområde. Tre till fyra spelande hanar kan oftast höras från en och samma punkt. Beståndet på ön uppskattas till mellan 10.000 och 20.000 par alternativt 5.000-15.000 par.